# Thomas Little
Thomas Little (ur. 27 sierpnia 1886 w Ogden w stanie Utah, zm. 5 marca 1985 w Santa Monica) – amerykański scenograf filmowy i dekorator wnętrz. Pracował na planie ponad 500 filmów.
Sześciokrotny laureat Oscara za najlepszą scenografię do filmów: Zielona dolina (1941) Johna Forda, This Above All (1942) Anatole’a Litvaka, My Gal Sal (1942) Irvinga Cummingsa, Pieśń o Bernadette (1943) i Wilson (1944) Henry’ego Kinga oraz Anna i król Syjamu (1946) Johna Cromwella. Ogółem był nominowany do tej nagrody 21 razy.